# Навлинский район
На́влинский район — административно-территориальная единица (район) и муниципальное образование (муниципальный район) в Брянской области России.
Административный центр — посёлок городского типа Навля.

## География
Расположен на востоке области. Площадь района — 2030 км² (крупнейший по площади район области). Основные реки — Навля, Ревна, Десна.

## История
Район образован в 1929 году на территориальной основе Навлинской волости; первоначально входил в состав Западной области, а с 1937 года — Орловской. 5 июля 1944 года Указом Президиума Верховного Совета СССР была образована Брянская область, в состав которой, наряду с другими, был включён и Навлинский район. В период реформ 1963-1965 годов район был временно упразднён, а его территория относилась к Брасовскому району.

## Население
| 1939    | 1959    | 1979    | 1989    | 1999    | 2002    | 2009    | 2010    | 2011    |
| ------- | ------- | ------- | ------- | ------- | ------- | ------- | ------- | ------- |
| 61 600  | ↘48 100 | ↘36 000 | ↘32 200 | ↘31 400 | ↘29 783 | ↘28 205 | ↗28 341 | ↘28 286 |
| 2012    | 2013    | 2014    | 2015    | 2016    | 2017    | 2018    | 2019    | 2020    |
| ↘28 135 | ↘28 024 | ↘27 728 | ↘27 434 | ↘27 107 | ↘26 739 | ↘26 415 | ↘26 231 | ↘26 170 |
| 2021    |         |         |         |         |         |         |         |         |
| ↗26 906 |         |         |         |         |         |         |         |         |

### Урбанизация
В городских условиях (пгт Алтухово и Навля) проживают  63,98 % населения района.

### Национальный состав
По итогам переписи населения 2020 года проживали следующие национальности (национальности менее 0,1 % и другое, см. в сноске к строке «Другие»):
| Национальность | Численность, чел. | Доля     |
| -------------- | ----------------- | -------- |
| Русские        | 24 399            | 90,69 %  |
| Цыгане         | 392               | 1,46 %   |
| Армяне         | 133               | 0,49 %   |
| Украинцы       | 110               | 0,41 %   |
| Молдаване      | 85                | 0,32 %   |
| Азербайджанцы  | 36                | 0,13 %   |
| Белорусы       | 33                | 0,12 %   |
| Табасараны     | 27                | 0,10 %   |
| Другие         | 1691              | 6,28 %   |
| Итого          | 26 906            | 100,00 % |

## Административно-муниципальное устройство
Навлинский район в рамках административно-территориального устройства области, включает 6 административно-территориальных единиц, в том числе 2 поселковых административных округа и 4 сельских административных округа.
Навлинский муниципальный район в рамках муниципального устройства, включает 6 муниципальных образований нижнего уровня, в том числе 2 городских поселения и 4 сельских поселения:
| №        | Муниципальное образование       | Административный центр | Количество населённых пунктов | Население (чел.) | Площадь (км²) |
| -------- | ------------------------------- | ---------------------- | ----------------------------- | ---------------- | ------------- |
| 1        | Алтуховское городское поселение | пгт Алтухово           | 2                             | ↗1746            | 13,47         |
| 2        | Навлинское городское поселение  | пгт Навля              | 12                            | ↗16 247          | 79,28         |
| 3        | Алешинское сельское поселение   | село Алешинка          | 7                             | ↘2444            |               |
| 4        | Бяковское сельское поселение    | село Бяково            | 4                             | ↘2250            |               |
| 4.000001 | Вздруженское сельское поселение | село Вздружное         | 4                             | ↗302             |               |
| 4.000002 | Клюковенское сельское поселение | посёлок Клюковники     | 9                             | ↗858             |               |
| 4.000003 | Пролысовское сельское поселение | село Пролысово         | 6                             | ↘466             |               |
| 4.000004 | Ревенское сельское поселение    | село Ревны             | 7                             | ↘774             |               |
| 4.000005 | Салтановское сельское поселение | село Салтановка        | 3                             | ↘913             |               |
| 5        | Синезёрское сельское поселение  | посёлок Синезёрский    | 3                             | ↘2095            |               |
| 5.000006 | Соколовское сельское поселение  | село Соколово          | 10                            | ↘773             |               |
| 6        | Чичковское сельское поселение   | село Чичково           | 10                            | ↘2124            |               |
| 6.000007 | Щегловское сельское поселение   | деревня Щегловка       | 8                             | ↗792             |               |

После муниципальной реформы 2005 года, сперва в муниципальном районе к 1 января 2006 года было создано 13 муниципальных образований нижнего уровня местного самоуправления, в том числе 2 городских поселения и 11 сельских поселений.
Законом Брянской области от 8 мая 2019 года были упразднены:
- Вздруженское, Пролысовское и Салтановское сельское поселения — включены в Алешенское сельское поселение;
- Соколовское и Щегловское сельское поселения — включены в Бяковское сельское поселение;
- Ревенское сельское поселение — включено в Синезерское сельское поселение;
- Клюковенское сельское поселение — включено в Чичковское сельское поселение.

Законом от 2 февраля 2021 года Алешенское сельское поселение переименовано в Алешинское сельское поселение.

## Населённые пункты
В Навлинском районе 84 населённых пункта.
| №  | Населённый пункт  | Тип          | Население | Муниципальное образование       |
| -- | ----------------- | ------------ | --------- | ------------------------------- |
| 1  | Алексеевка        | деревня      | ↘302      | Навлинское городское поселение  |
| 2  | Алешинка          | село         | ↗677      | Алешинское сельское поселение   |
| 3  | Алтухово          | пгт          | ↗1679     | Алтуховское городское поселение |
| 4  | Андреевка         | деревня      | ↘17       | Чичковское сельское поселение   |
| 5  | Белгород          | посёлок      | ↘30       | Бяковское сельское поселение    |
| 6  | Большой Пьявицкий | посёлок      | ↘50       | Чичковское сельское поселение   |
| 7  | Борщово           | село         | ↘248      | Навлинское городское поселение  |
| 8  | Бутре             | село         | ↘171      | Чичковское сельское поселение   |
| 9  | Бучнево           | деревня      | ↘16       | Чичковское сельское поселение   |
| 10 | Бяково            | село         | ↘523      | Бяковское сельское поселение    |
| 11 | Вздружное         | село         | ↘294      | Алешинское сельское поселение   |
| 12 | Вознесенск        | посёлок      | ↗13       | Алешинское сельское поселение   |
| 13 | Гавань            | посёлок      | ↘108      | Алешинское сельское поселение   |
| 14 | Гаврилково        | деревня      | ↗39       | Синезёрское сельское поселение  |
| 15 | Гладское          | деревня      | →3        | Бяковское сельское поселение    |
| 16 | Глинное           | село         | ↘124      | Алешинское сельское поселение   |
| 17 | Глубокие Лужи     | хутор        | →21       | Алешинское сельское поселение   |
| 18 | Гололобово        | село         | ↘29       | Синезёрское сельское поселение  |
| 19 | Гремячее          | село         | ↘239      | Бяковское сельское поселение    |
| 20 | Девичье           | село         | →14       | Бяковское сельское поселение    |
| 21 | Дружная           | деревня      | ↘10       | Чичковское сельское поселение   |
| 22 | Думча             | посёлок      | →18       | Алешинское сельское поселение   |
| 23 | Еловики           | посёлок      | ↘8        | Алешинское сельское поселение   |
| 24 | Жары              | посёлок      | ↘81       | Бяковское сельское поселение    |
| 25 | Жданово           | посёлок      | ↘20       | Алешинское сельское поселение   |
| 26 | Журавка           | село         | ↘53       | Синезёрское сельское поселение  |
| 27 | Земляничная       | ж.д. разъезд | ↗17       | Навлинское городское поселение  |
| 28 | Зубовка           | деревня      | ↘320      | Синезёрское сельское поселение  |
| 29 | Клинское          | село         | ↘92       | Бяковское сельское поселение    |
| 30 | Клюковники        | посёлок      | ↘418      | Чичковское сельское поселение   |
| 31 | Колпачок          | деревня      | #Н/Д      | Бяковское сельское поселение    |
| 32 | Кольцовка         | деревня      | ↗88       | Синезёрское сельское поселение  |
| 33 | Коммуна           | посёлок      | ↗9        | Синезёрское сельское поселение  |
| 34 | Красивое Подгорье | посёлок      | ↘8        | Бяковское сельское поселение    |
| 35 | Красный Бор       | посёлок      | ↘12       | Чичковское сельское поселение   |
| 36 | Красный Курган    | посёлок      | →13       | Навлинское городское поселение  |
| 37 | Красный Отпускник | посёлок      | ↗24       | Навлинское городское поселение  |
| 38 | Круглое           | посёлок      | →0        | Навлинское городское поселение  |
| 39 | Кукуевка          | посёлок      | ↗45       | Алешинское сельское поселение   |
| 40 | Курносовка        | деревня      | ↗56       | Чичковское сельское поселение   |
| 41 | Лески             | село         | ↘194      | Бяковское сельское поселение    |
| 42 | Липки             | деревня      | ↘41       | Навлинское городское поселение  |
| 43 | Литовня           | село         | →269      | Бяковское сельское поселение    |
| 44 | Моисеевка         | деревня      | ↘7        | Чичковское сельское поселение   |
| 45 | Мостки            | деревня      | ↘111      | Синезёрское сельское поселение  |
| 46 | Муравлёвка        | деревня      | ↘66       | Бяковское сельское поселение    |
| 47 | Навля             | пгт          | ↗15 536   | Навлинское городское поселение  |
| 48 | Новая Жизнь       | посёлок      | ↘14       | Чичковское сельское поселение   |
| 49 | Нововасильевка    | деревня      | ↘16       | Бяковское сельское поселение    |
| 50 | Новотроицкий      | посёлок      | →0        | Алешинское сельское поселение   |
| 51 | Партизанское      | село         | ↘76       | Навлинское городское поселение  |
| 52 | Пахарь            | посёлок      | ↘287      | Чичковское сельское поселение   |
| 53 | Пашеньки          | посёлок      | →15       | Алешинское сельское поселение   |
| 54 | Первомайский      | посёлок      | →7        | Алешинское сельское поселение   |
| 55 | Перекоп           | посёлок      | ↘16       | Бяковское сельское поселение    |
| 56 | Песчаный          | посёлок      | ↘16       | Чичковское сельское поселение   |
| 57 | Печки             | деревня      | ↘25       | Бяковское сельское поселение    |
| 58 | Пластовое         | деревня      | ↘166      | Бяковское сельское поселение    |
| 59 | Приволье          | деревня      | ↘343      | Чичковское сельское поселение   |
| 60 | Прилепы           | деревня      | ↘137      | Чичковское сельское поселение   |
| 61 | Приютово          | деревня      | ↘39       | Бяковское сельское поселение    |
| 62 | Пролысово         | село         | ↘246      | Алешинское сельское поселение   |
| 63 | Психоинтернат     | посёлок      | ↘132      | Алешинское сельское поселение   |
| 64 | Пурвинка          | посёлок      | →20       | Чичковское сельское поселение   |
| 65 | Ревны             | село         | ↘298      | Синезёрское сельское поселение  |
| 66 | Речица            | посёлок      | →1        | Алешинское сельское поселение   |
| 67 | Рябчовка          | деревня      | ↘28       | Синезёрское сельское поселение  |
| 68 | Садовый           | посёлок      | ↘92       | Чичковское сельское поселение   |
| 69 | Салтановка        | село         | ↘854      | Алешинское сельское поселение   |
| 70 | Селище            | деревня      | ↘246      | Бяковское сельское поселение    |
| 71 | Сергино           | деревня      | ↘56       | Навлинское городское поселение  |
| 72 | Сидоровка         | деревня      | ↘7        | Чичковское сельское поселение   |
| 73 | Синезёрский       | посёлок      | ↘1281     | Синезёрское сельское поселение  |
| 74 | Соколово          | село         | ↘310      | Бяковское сельское поселение    |
| 75 | Сосновское        | деревня      | ↘38       | Алешинское сельское поселение   |
| 76 | Стайки            | посёлок      | ↘4        | Бяковское сельское поселение    |
| 77 | Старая Хуторь     | посёлок      | →0        | Алешинское сельское поселение   |
| 78 | Сытенки           | деревня      | ↗113      | Алешинское сельское поселение   |
| 79 | Сычовка           | деревня      | ↘51       | Бяковское сельское поселение    |
| 80 | Угорье            | посёлок      | ↘13       | Навлинское городское поселение  |
| 81 | Ужинец            | посёлок      | ↘468      | Навлинское городское поселение  |
| 82 | Черемушки         | посёлок      | ↘45       | Чичковское сельское поселение   |
| 83 | Чичково           | село         | ↗648      | Чичковское сельское поселение   |
| 84 | Шешуево           | деревня      | ↘67       | Алтуховское городское поселение |
| 85 | Щегловка          | деревня      | ↘383      | Бяковское сельское поселение    |

### Упразднённые населённые пункты
- 2013 год — посёлок Березинка[27].

- 2022 год — посёлок Психоинтернат[28].

## Транспорт
Через район проходит автотрасса М3 "Украина" Москва-Киев.
На ней есть остановки.
Имеются железнодорожные станции: Навля, Алтухово, Синезёрки, Клюковники.
Остановочные пункты:
Чичково, Девичье, Калигаевка, Земляничное, Пионерская.
В Навле имеется автовокзал, с которого отправляются пригородные автобусы в сёла района, а также на него заходят некоторые междугородние автобусы.

## Достопримечательности

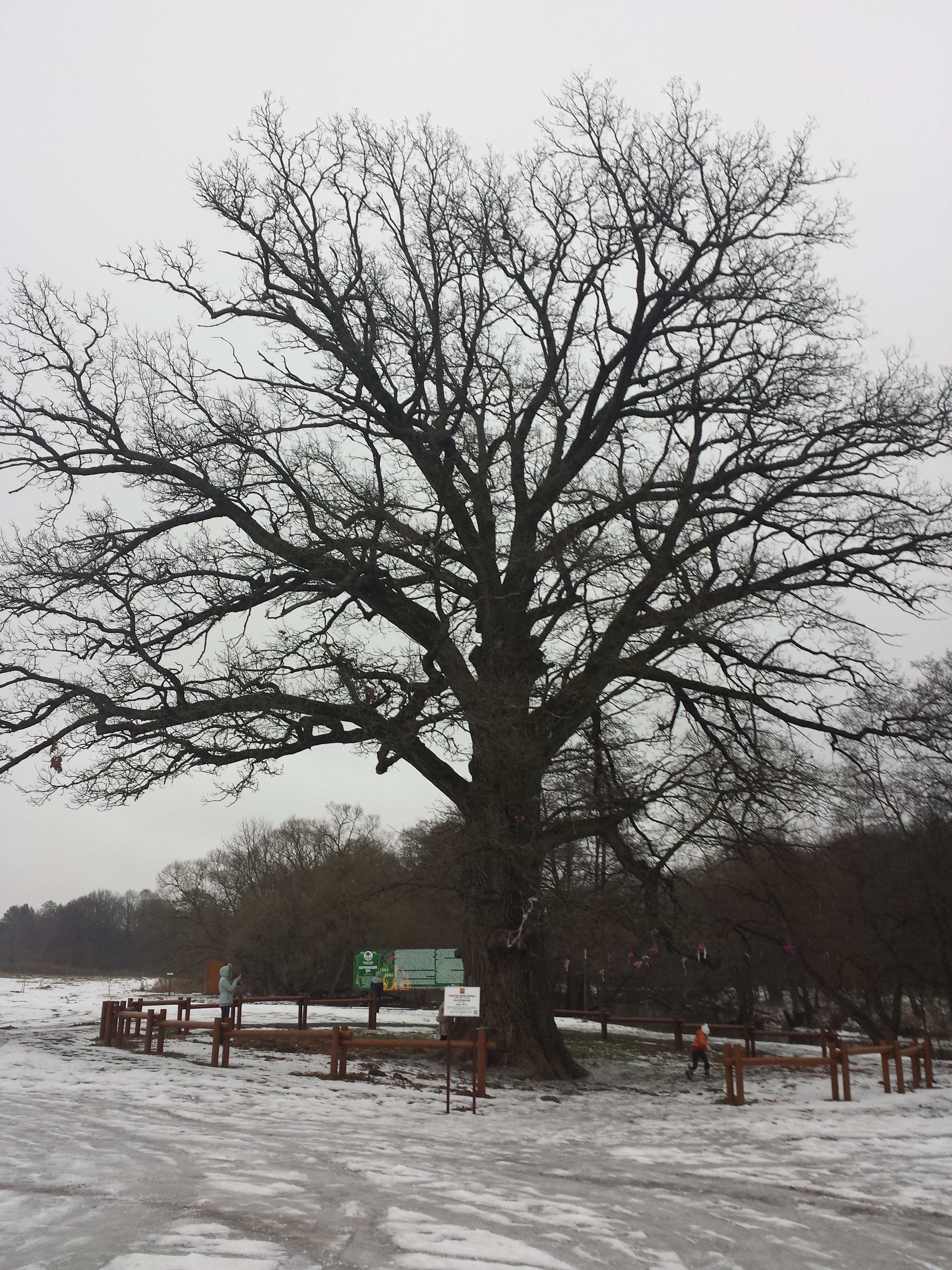
Центр Древесных Экспертиз установил в 2013 году примерный возраст дерева - 308 лет.

В Навле есть музей партизанской славы, сквер партизан-подпольщиков, а также памятник «Стена памяти» участников партизанских отрядов с бюстом командира одного из них, Петра Деревянко.
Недалеко от села Глинное имеется памятник природы — Партизанский дуб.
В селе Рёвны имеется парк, тесно связанный с именем К. Паустовского. В парке находилась дача дяди Паустовского. На этой даче и бывал писатель.
Также в районе есть много памятников,посвящённых ВОВ.

## Известные личности
- Вяльцева, Анастасия Дмитриевна
- Кречетов, Фёдор Васильевич
- Коптев, Александр Викторович — российский учёный-историк, родился в Навле в 1955 году.